# VOB (fájlformátum)
A VOB (Video Object) fájlformátum a DVD-video lemezek videoformátuma, amelynek a felbontása VGA (720x576 vagy 640x480). A hangformátuma lehet AC3 vagy MP2 (H.262). A VOB képformátuma lehet NTSC vagy PAL.

## Fájlnév
A VOB fájlneve mindig VTS_főcím száma (title)_fejezetszám (chapter).vob. Példa: VTS_01_1.vob. Ha csak egy főcím van, és csak fejezetek vannak, akkor a DVD-lejátszó vagy a házimozi gyökérmenüként (angolul: root menu) jeleníti meg a DVD-video lemez menüjét. Ha viszont egy fejezet van minden videóban, és csak főcímek vannak, akkor a DVD-lejátszó vagy a házimozi főcímmenüként (angolul: title menu) jeleníti meg a DVD-video lemez menüjét. A VTS a VIDEO_TS rövidítése, ami a VOB fájlokat tartalmazó mappáról kapta a nevét, ami szintén VIDEO_TS.

### Példa a fájlnévszerkesztésre

#### Egy háromfejezetes DVD-video lemez fájljainak megnevezése
| Fájlnév-előtag | Főcím száma (title number) | Fejezet száma (chapter number) |
| -------------- | -------------------------- | ------------------------------ |
| VTS            | 01                         | 1                              |
| VTS            | 01                         | 2                              |
| VTS            | 01                         | 3                              |

#### Egy tíz főcímes DVD-video lemez fájljainak megnevezése
| Fájlnév-előtag | Főcím száma (title number) | Fejezetszám (chapter number) |
| -------------- | -------------------------- | ---------------------------- |
| VTS            | 01                         | 1                            |
| VTS            | 02                         | 1                            |
| VTS            | 03                         | 1                            |
| VTS            | 04                         | 1                            |
| VTS            | 05                         | 1                            |
| VTS            | 06                         | 1                            |
| VTS            | 07                         | 1                            |
| VTS            | 08                         | 1                            |
| VTS            | 09                         | 1                            |
| VTS            | 10                         | 1                            |

## A DVD-video lemez olvashatóságát biztosító alkalmazásfájlok
A DVD-video lemez olvashatóságát az IFO (information) és a BUP (backup) fájlok biztosítják. A BUP fájl az IFO fájlok biztonsági másolata, amely azért fontos, mert ha az IFO fájlok valamelyike megsérül, a BUP fájlok felváltják azokat. A DVD-lejátszók ezek a fájlokat nem veszik észre, ezek csak az olvashatóságban játszanak szerepet. Ha pedig már a BUP fájlok és az IFO fájlok is egyaránt megsérülnek, akkor már olvashatatlanná válik a DVD-video lemez. Az IFO fájlok megnyitása csak speciális programokkal lehetséges, például BioWare Aurora Engine Information File (BioWare Corp.), ImageForge Pro Graphic Object Layer Data, DVD Info File és FileViewPro. Néhány IFO kiterjesztésű fájl csak bináris formátumban nyitható meg. A BUP fájlok szintén csak speciális programokkal nyithatóak meg, mint például CD Indexer, DVD Info File Backup, PC-Bibliothek Update File, Softcode Tracker Contact Manager Backup és FileViewPro.

## Másolásvédelem
A DVD-video lemezek másolásvédelemmel rendelkeznek, amely a CSS (Content Scrambling System) nevet viseli. Ez azt akadályozza meg, hogy fel lehessen másolni a DVD-video lemezek tartalmát egy bármilyen számítógép merevlemezére (HDD) vagy SSD tárhelyére. Azonban speciális programok segítségével fel lehet másolni a DVD-video lemezek tartalmát a személyi számítógép merevlemezére. Példa erre a Libdvdcss, a DVD Shrink, a CloneDVD, a DVD Decrypter és a DeCSS DVD tartalommásoló program.

## Lejátszás számítógéppel
Ha a Megnyitás gombbal próbáljuk lejátszani egy DVD-video lemez tartalmát, akkor sikeres a lejátszás indítása (a Windows Media Player programmal játszható le a DVD-video lemez tartalma). Viszont ha a VIDEO_TS mappán keresztül szeretnénk lejátszani a VOB formátumú videofájlokat, akkor csak speciális DVD-video tartalommegtekintő programokkal játszhatjuk le, például VLC Media Player, KMPlayer, ALLPlayer, MPlayer, MPC (Media Player Classic), GOM Player.